# Dynasty Cup 1992
Navigation
Chine 1990 Hong Kong 1995
La Dynasty Cup 1992 est la deuxième édition d'une compétition de football entre quatre équipes  d'Asie de l'Est. Cette compétition organisée en Chine du 22 au 29 août 1992 a été remporté par le Japon.

## Équipes participantes
- Chine
- Corée du Nord
- Corée du Sud
- Japon

Chaque pays fait sa 2ème participation.

## Résultats

### Phase de groupe
| Équipe        | J | V | N | D | Bp | Bc | Diff | Pts |
| ------------- | - | - | - | - | -- | -- | ---- | --- |
| Japon         | 3 | 2 | 1 | 0 | 6  | 1  | +5   | 5   |
| Corée du Sud  | 3 | 1 | 2 | 0 | 3  | 1  | +2   | 4   |
| Corée du Nord | 3 | 0 | 2 | 1 | 4  | 7  | -3   | 2   |
| Chine         | 3 | 0 | 1 | 2 | 2  | 6  | -4   | 1   |

| 22 août 1992 | Corée du Sud | 0 – 0 | Japon |                                              |
|              |              |       |       | Spectateurs : 50 000 Arbitrage : Nizar Watti |

| 22 août 1992 | Chine                        | 2 – 2 | Corée du Nord                        |                                                      |                                                      |
|              | Xu Hong 65e · Gao Hongbo 89e |       | 41e Choi Won Nam · 75e Kim Jong-song | Spectateurs : 55 000 Arbitrage : Mohd Nazri Abdullah | Spectateurs : 55 000 Arbitrage : Mohd Nazri Abdullah |

| 24 août 1992 | Chine | 0 – 2 | Japon                   |                                                   |                                                   |
|              |       |       | 38e Fukuda · 82e Takagi | Spectateurs : 60 000 Arbitrage : Pirom Un-Prasert | Spectateurs : 60 000 Arbitrage : Pirom Un-Prasert |

| 24 août 1992 | Corée du Sud      | 1 – 1 | Corée du Nord     |                                              |                                              |
|              | Hong Myung-bo 22e |       | 89e Choi Yong Son | Spectateurs : 60 000 Arbitrage : Nizar Watti | Spectateurs : 60 000 Arbitrage : Nizar Watti |

| 26 août 1992 | Corée du Nord     | 1 – 4 | Japon                                   |                                                |                                                |
|              | Kim Jong-song 13e |       | 33e Fukuda · 35e 46e Takagi · 74e Miura | Spectateurs : 20 000 Arbitrage : Chen Yam Ming | Spectateurs : 20 000 Arbitrage : Chen Yam Ming |

| 26 août 1992 | Chine | 0 – 2 | Corée du Sud                           |                                              |                                              |
|              |       |       | 21e Park Hyun Yong · 81e Hong Myung-bo | Spectateurs : 20 000 Arbitrage : Ali Mohamed | Spectateurs : 20 000 Arbitrage : Ali Mohamed |

La 1ère journée se passe bien pour chaque pays car les 2 matchs se jouent à nul, un vierge et un autre sur le score de 2-2, la Corée du Sud et le Japon sur le score vierge, la Chine et la Corée du Nord sur le score de 2-2. La Corée du Nord et la Chine sont dans l'avantage grâce à plus de buts marqués. Mais ce n'est que la 1ère journée ! La 2ème journée devient meilleure pour le Japon. Il bat 2-0 la Chine pendant que les 2 frères, Corée du Sud et Corée du Nord, se neutralisent 1-1. Avantage aux Japonais et aux Nord-Coréens. La dernière journée est meilleure pour la Corée du Sud qui battra la Chine à son tour sur le même score que le Japon, 2-0. Quant à la Corée du Nord, elle ne pourra pas accéder à la finale en s'inclinant sur le score de 1-4 face au Japon. Les Japonais et les Sud-Coréens vont en finale.

### Finale
| 29 août 1992 | Japon                     | 2 – 2 tab 4-2 | Corée du Sud                            |                                                   |                                                   |
|              | Nakayama 83e · Takagi 96e |               | 32e Jung Jae Kwon · 97e Kim Jeong Hyeok | Spectateurs : 15 000 Arbitrage : Pirom Un-Prasert | Spectateurs : 15 000 Arbitrage : Pirom Un-Prasert |

La finale oppose les Japonais et les Sud-Coréens. Comme deux ans plus tôt, le match va jusqu'aux tirs au but, sur le score de 2-2, même si la Corée du Sud a mené la majorité du temps réglementaire. Ce seront les Japonais qui remporteront la Coupe en battant la Corée du Sud sur le score de 4-2 aux tirs au but.